# Conocephalus cyprius
Conocephalus cyprius är en insektsart som beskrevs av Willy Adolf Theodor Ramme 1951. Conocephalus cyprius ingår i släktet Conocephalus och familjen vårtbitare. Inga underarter finns listade i Catalogue of Life.